# 格雷姆賽島
格雷姆賽島是蘇格蘭的島嶼，位於大西洋海域，屬於奧克尼群島的一部分，長3公里、寬2公里，面積4.09平方公里，最高點海拔高度62米，該島西部和東部各有一座燈塔，2001年人口21。
58°56′N 3°17′W / 58.933°N 3.283°W